# Anna Smolar
Pour les articles homonymes, voir Smolar.
Anna Smolar (née le 19 juillet 1980) est une femme metteur en scène polonaise et française, diplômée de l'université Paris-Sorbonne (Paris IV).

## Créations
Elle a dirigé au Teatr Śląski im. Stanisława Wyspiańskiego
de Katowice L'Échange de Claudel, Maestro de Jarosław Abramow-Newerly (pl), 
D'une seule main de Joël Pommerat au théâtre Studio (pl) de Varsovie, 
la Dame de Birmanie de Richard Shannon au théâtre Polonia (pl) de Varsovie
, Bullerbyn, Ou comment les enfants ont planté une forêt à leur manière et ce qu'il en est advenu d'après Les Enfants de Bullerbyn d'Astrid Lindgren au théâtre Kochanowski d'Opole, L'Étranger d'Albert Camus au théâtre Słowacki à Cracovie, La Folle de Chaillot de Jean Giraudoux au théâtre dramatique Wegierki à Bialystok, Pinokio de Joël Pommerat au théâtre Nowy de Varsovie, Les Acteurs juifs de Michal Buszewicz au théâtre juif de Varsovie, Dybuk de Ignacy Karpowicz et l'ensemble d'acteurs au théâtre polonais à Bydgoszcz, Henrietta Lacks au Centre des sciences 'Kopernik' et au théâtre Nowy de Varsovie, Mikro Dziady à Komuna Warszawa, Le Pire Homme au monde au théâtre Boguslawski à Kalisz, Cendrillon de Joël Pommerat au théâtre Stary à Cracovie, Centre de vacances à Komuna Warszawa, Quelques mots étrangers en polonais de Michal Buszewicz au théâtre juif et au théâtre polonais à Varsovie, Thriller au théâtre Nowy de Varsovie, Les Cowboys de Anna Smolar et Michal Buszewicz au théâtre Osterwy à Lublin, Erazm/Erazmus au théâtre Nowy de Varsovie, Slow motion au Théâtre National à Vilnius, En finir avec Eddy Bellegueule au Théâtre Studio à Varsovie,  Halka au théâtre Stary à Cracovie, Hungry ghosts au Théâtre Kammerspiele à Munich, Melodrame au Théâtre Powszechny à Varsovie, Le chaperon rouge de Joël Pommerat au Théâtre Współczesny à Szczecin, Yoga selon Emmanuel Carrère au Théâtre Stary à Cracovie.    
Elle a monté sur les ondes de la station de radio TOK FM (pl) la pièce Comme c'était beau de jeter des pavés de Marek Modzelewski (pl). 
Elle a monté avec Agnieszka Holland la pièce Les Acteurs de province au théâtre Kochanowski d'Opole sur des textes d'Agnieszka Holland et Witold Zatorski. 
Avec Jacek Poniedziałek elle a monté le spectacle musical Enter au Nowy Teatr (pl) de Varsovie.
Elle a également travaillé comme assistante de Krystian Lupa, Jacques Lassalle et Andrzej Seweryn. 
En France, elle a créé  la Compagnie Gochka.

## Famille
Elle est la fille d'Aleksander Smolar (né en 1940), président de la Fondation Stefan-Batory, et d'Irena Grosfeld ; elle est la sœur du journaliste Piotr Smolar (Le Monde). Elle est également la petite-fille de Hersh Smolar et de Walentyna Najdus-Smolar, historiens.

## Récompense
- Prix de la mise en scène pour Dybuk à Bydgoszcz, 2015
- Lauréate en 2016 du Paszport Polityki
- Prix de la mise en scène pour Melodramat au Festival Boska Komedia à Cracovie, 2023